# Igor Zabel
Igor Zabel (ur. 1958, zm. 2005) – słoweński kurator i krytyk sztuki, a także pisarz, tłumacz, krytyk literacki oraz teoretyk i mentor związany z Lublaną.

## Życiorys
W 1982 r. ukończył komparatystykę literacką, historię sztuki i filozofię na Uniwersytecie w Lublanie i do 1986 r. pracował jako asystent na tej uczelni, a w 1989 r. uzyskał tytuł magistra. W latach 1984–1986 pracował jako pisarz-freelancer.
Od 1986 r. pracował jako kurator w Muzeum Sztuki Nowoczesnej (Moderna galerija) w Lublanie, gdzie przygotowywał zarówno zbiorowe wystawy sztuki słoweńskiej, jak i prezentacje tematyczne oraz pokazy indywidualne. „To za jego sprawą słoweńska sztuka znalazła się na scenie międzynarodowej”, ocenia Katarzyna Bojarska, wyjaśniając dalej, że: „angażował się w stworzenie związków między Europą wschodnią a zachodnią, nie tracąc przy tym krytycznego spojrzenia na dziejące się przemiany polityczne, społeczne i kulturowe”. Był także jednym z doradców w programie rozbudowy kolekcji tego muzeum 2000+ Arteast Collection (kuratorka: Zdenka Badovinac).
Pracował też poza macierzystą instytucją: w latach 1998–2000 był koordynatorem Manifesta 3 w Lublanie, w roku 2003 kuratorem wystawy Individual Systems na 50. Biennale w Wenecji. Był również zaangażowany w pokazy sztuki w Zagrzebiu, Wiedniu czy Lipsku.
Wraz z Viktorem Misiano był współredaktorem magazynu MJ – Manifesta Journal: Journal of Contemporary Curatorship oraz redaktorem wydawanego przez Muzeum Sztuki Nowoczesnej w Lublanie pisma M’ars. Opublikował dwie książki o sztuce współczesnej oraz wiele esejów i artykułów, m.in. w takich czasopismach jak Art Journal, Art Press, Flash Art, Index czy Moscow Art Magazine. Pośmiertnie ukazał się anglojęzyczny wybór jego tekstów pt. Igor Zabel: Contemporary Art Theory (2012). Pisał także opowiadania i tłumaczył literaturę na język słoweński, m.in. takich autorów jak Thomas Pynchon, Edward Said, Oscar Wilde, Immanuel Wallerstein, Sigmund Freud, Michael Baxandall czy historyk sztuki Erwin Panofsky.
„Zabel już za życia stał się wzorem dla młodszych pokoleń kuratorów i krytyków sztuki nie tylko w tej części naszego kontynentu”, jak podsumowuje jego dorobek Bojarska.
W 2008 r. ustanowiona została prestiżowa nagroda jego imienia – The Igor Zabel Award for Culture and Theory.

## Wybrane wystawy
- Aspects of the Minimal: Minimal Art in Slovenia 1968–1980, Muzeum Sztuki Nowoczesnej w Lublanie, 1990,
- OHO–A Retrospective, Muzeum Sztuki Nowoczesnej w Lublanie, 1994,
- Inexplicable Presence: Curator’s Working Place, Muzeum Sztuki Nowoczesnej w Lublanie, 1997,
- Tank! Slovene Historical Avant-Garde (wraz z Bredą Ilich Klančnik), Muzeum Sztuki Nowoczesnej w Lublanie, 1998,
- 33rd Zagreb Salon, Museum and Gallery Centre Gradec, Zagrzeb, 1998,
- Aspects/Positions, Museum moderner Kunst – Stiftung Ludwig, Wiedeń, 1999 (jako członek zespołu ekspertów, główny kurator: Lóránd Hegyi),
- Europejskie Biennale Sztuki Współczesnej Manifesta 3, Lublana, 2000,
- The Eye and Its Truth, Muzeum Sztuki Nowoczesnej w Lublanie, 2001,
- Individual Systems, 50. Biennale w Wenecji, 2003,
- Seven Sins: Ljubljana – Moscow (wraz ze Zdenką Badovinac i Viktorem Misiano), Muzeum Sztuki Nowoczesnej w Lublanie, 2004,
- The Future Is Not What It Used To Be (wraz z Barbarą Steiner), Galerie für Zeitgenössische Kunst, Lipsk, 2004,
- Slovene Art 1975–2005 (wraz z Igorem Španjolem), Muzeum Sztuki Nowoczesnej w Lublanie, 2003-2005[1].

## Wybrane publikacje
- Strategije, taktike, 1985 (opowiadania),
- Vmesni prostor: eseji o slikarstvu Emerika Bernarda, 1991 (zbiór esejów),
- Lise na steni, 1993 (opowiadania),
- Speculationes, 1997 (zbiór esejów),
- Eseji I, 2006 (zbiór esejów, pośmiertnie),
- Eseji II, 2008 (zbiór esejów, pośmiertnie),
- Igor Zabel: Contemporary Art Theory, red. Igor Španjol, wybór: Zoja Skušek i Barbara Borčić, JRP Ringier, Zürich 2012 (wybór tekstów z zakresu teorii sztuki w przekładzie na j. angielski, pośmiertnie)[4].

### Publikacje w języku polskim
- Dwie prawdziwe historie z autobusu miejskiego w Lublanie, tł. ze słoweń. Joanna Pomorska, „FA-art” nr 2, 1996, s. 40–41.
- „Dialog” Wschód – Zachód, tł. Magdalena Ujma, „Kresy” nr 3, 1998, s. 193-197[5].